# Eagle Records
Az Eagle Records egy vezető független zenei kiadó, az Eagle Rock Entertainment leányvállalata. 1997-ben alapította a Castle Communications (CMC) három korábbi vezető munkatársa Terry Shand, Geoff Kempin és Julian Paul.
Az Egyesült Királyságban a kiadó ügyvezetője Lindsay Brown, a Van Halen korábbi menedzsere, míg az Amerikai Egyesült Államokban Mike Carden a cég feje, aki korábban a CMC International Records-nél dolgozott.

## Előadók
- Asia
- Deep Purple
- Willy DeVille
- Emerson, Lake & Palmer
- Heart (az Egyesült Királyságban)
- John Lee Hooker
- The Levellers
- John Mayall
- Jethro Tull
- Michael Nesmith
- Nazareth
- Ted Nugent
- Thunder
- Yes

## Korábbi előadók
- Alice Cooper
- Candy Dulfer
- Pingy
- The Pretenders
- Simple Minds
- Status Quo
- Uriah Heep